# Liste der Baudenkmäler in Retzstadt
Auf dieser Seite sind die Baudenkmäler in der unterfränkischen Gemeinde Retzstadt zusammengestellt. Diese Tabelle ist eine Teilliste der Liste der Baudenkmäler in Bayern. Grundlage ist die Bayerische Denkmalliste, die auf Basis des Bayerischen Denkmalschutzgesetzes vom 1. Oktober 1973 erstmals erstellt wurde und seither durch das Bayerische Landesamt für Denkmalpflege geführt wird. Die folgenden Angaben ersetzen nicht die rechtsverbindliche Auskunft der Denkmalschutzbehörde.
 Diese Liste gibt den Fortschreibungsstand vom 15. April 2020 wieder und enthält 31 Baudenkmäler.

## Baudenkmäler
| Lage                                    | Objekt                                | Beschreibung | Akten-Nr.     | Bild           |
| --------------------------------------- | ------------------------------------- | --- | ------------- | -------------- |
| Barthelsbild (Standort)                 | Bildstock                             | Tischsockel und Pfeiler mit Reliefaufsatz 'Kreuzigungsgruppe' und 'hl. Andreas', Sandstein, 1887, erneuert | D-6-77-175-29 | BW             |
| Burgstall, Retzbacher Straße (Standort) | Wegkreuz                              | Kruzifix, Tischsockel mit Inschrift und Kruzifix (ursprl. mit Muttergottes), Sandstein, bezeichnet 1892 | D-6-77-175-25 | BW             |
| Eichenloch, Steigkreuz (Standort)       | Bildstock                             | Inschriftsockel mit Pfeiler und rundbogigem Reliefaufsatz 'Vierzehn Nothelfer', Sandstein, barockisierend, Anfang 20. Jahrhundert | D-6-77-175-21 | BW             |
| Glockenberg ()                          | Bildstock                             | mit Relief der Hl. Dreifaltigkeit, bezeichnet 1903 nicht nachqualifiziert, im Bayerischen Denkmal-Atlas nicht kartiert | D-6-77-175-24 |                |
| Goldbrunnenstraße, "Bei der Linde" ()   | Bildstock                             | mit Relief Christus am Kreuz mit Assistenzfiguren, 1892 nicht nachqualifiziert, im Bayerischen Denkmal-Atlas nicht kartiert | D-6-77-175-6  |                |
| Goldbrunnenstraße 5 (Standort)          | Wohnhaus                              | zweigeschossiger giebelständiger Satteldachbau mit Zierfachwerkobergeschoss, bezeichnet 1690 | D-6-77-175-1  | Wohnhaus       |
| Goldbrunnenstraße 8 (Standort)          | Bauernhaus                            | zweigeschossiger giebelständiger Satteldachbau mit vorkragendem verputztem Fachwerkobergeschoss und -giebel auf schiefwinkligem Grundriss, 17. Jahrhundert | D-6-77-175-2  | weitere Bilder |
| Goldbrunnenstraße 13 (Standort)         | Prozessionsaltar                      | Tischsockel mit Inschrift und rundbogigem Reliefaufsatz ('Kreuzigungsgruppe', hl. Urban', ' hl. Andreas'), Sandstein, Rokoko, bezeichnet 1777, Unterbau neu | D-6-77-175-9  | weitere Bilder |
| Goldbrunnenstraße 17 (Standort)         | Scheune                               | eingeschossiger Fachwerkbau mit Satteldach auf schiefwinkligem Grundriss, 2. Hälfte 17. Jahrhundert verputztem Fachwerkobergeschoss über hohem Sockel, 2. Hälfte 17. Jahrhundert | D-6-77-175-3  | weitere Bilder |
| Goldbrunnenstraße 34 (Standort)         | Wohnhaus                              | Zweigeschossiger giebelständiger Satteldachbau mit verputztem Fachwerkobergeschoss über hohem Sockel, 2. Hälfte 17. Jh. | D-6-77-175-34 | Wohnhaus       |
| Goldbrunnenstraße 39 (Standort)         | Bauernhof                             | Bauernhaus, zweigeschossiger giebelständiger Satteldachbau mit Zierfachwerkobergeschoss, Ende 17. Jahrhundert | D-6-77-175-4  | weitere Bilder |
| Goldbrunnenstraße 39 (Standort)         | Bauernhof                             | Hoftor, Einfahrt mit hölzernem überdachten Sturz und Pforte, bezeichnet 1701 | D-6-77-175-4  | weitere Bilder |
| Goldbrunnenstraße 42 (Standort)         | Wohnhaus                              | zweigeschossiger Krüppelwalmdachbau mit reichem Zierfachwerkobergeschoss in Ecklage, bezeichnet 1671 | D-6-77-175-5  | weitere Bilder |
| Gramschatzer Straße 1 (Standort)        | Bildstock                             | Inschriftsockel mit Pfeiler und rundbogigem Reliefaufsatz 'Hl. Familie', Sandstein, barockisierend, 1902 | D-6-77-175-28 | BW             |
| Hauptstraße 52 (Standort)               | Wappenstein und Inschrifttafel        | Bezeichnet 1612 | D-6-77-175-8  | BW             |
| Hauptstraße 55 (Standort)               | Wohnstallhaus                         | zweigeschossiger giebelständiger Satteldachbau mit vorkragendem verputztem Fachwerkobergeschoss über hohem Sockel, 2. Hälfte 17. Jahrhundert | D-6-77-175-35 | weitere Bilder |
| Innerforst (Standort)                   | Bildstock                             | Inschriftsockel und Spitzbogennische mit Säulen und Kielbogenabschluss sowie Madonnenrelief, Kalkstein, gotisierend, 19. Jahrhundert, überarbeitet | D-6-77-175-27 | BW             |
| Kirchberg (Standort)                    | Kreuzweg                              | Grablegungskapelle und zugleich 14. Station des Kreuzweges, kleiner Walmdachbau mit Vorhalle und eingestellten Sandsteinfiguren der Beweinung Christi, neobarock, Ende 19. Jahrhundert, umfangreiche Erneuerung 2004 | D-6-77-175-32 | weitere Bilder |
| Rathausplatz 7 (Standort)               | Kreuzweg                              | zwölf gleichgestaltete Ädikulen mit eingestellten Figurenreliefs der einzelnen Kreuzwegstationen, Sandstein, Ende 19. Jahrhundert | D-6-77-175-32 | weitere Bilder |
| Kirchberg (Standort)                    | Kreuzweg                              | Kreuzigungsgruppe und zugleich 12. Station des Kreuzweges, drei Inschriftsockel mit Kruzifix und Assistenzfiguren, Sandstein, Ende 19. Jahrhundert | D-6-77-175-32 | weitere Bilder |
| Nähe Kapellenstraße (Standort)          | Katholische Kapelle Heilig Kreuz      | Saalkirche mit Satteldach und eingezogenem Chor mit Dreiseitschluss, Chorreiter mit Haubendach, Putzmauerwerk mit Sandsteinrahmungen; barock, 1750; mit Ausstattung | D-6-77-175-11 | BW             |
| Nähe Kapellenstraße (Standort)          | Kapellennische                        | mit Rundbogenöffnung und Dreiseitschluss sowie Walmdach, eingestellte Sandstein-Kreuzigungsguppe, barock, bezeichnet 1718 | D-6-77-175-11 | BW             |
| Nähe Rathausplatz (Standort)            | Friedhofskreuz                        | Tischsockel mit Inschrift und Kruzifix, Sandstein, bezeichnet 1829 | D-6-77-175-37 | weitere Bilder |
| Rathausplatz 2 (Standort)               | Wohnhaus                              | ehemals Posthalterei, zweigeschossiger Walmdachbau mit Zierfachwerkobergeschoss an Straßengabelung, 17. Jahrhundert, im Kern möglicherweise älter (vermauerte Spolie bezeichnet 1556), zweigeschossiger Seitenflügel mit gekuppelten Segmentbogenfenstern, und vermauertem Wappenstein mit Posthorndarstellung, 2. Hälfte 19. Jahrhundert | D-6-77-175-18 | weitere Bilder |
| Rathausplatz 3 (Standort)               | Pfarrhaus                             | freistehender zweigeschossiger Halbwalmdachbau, Putzmauerwerk mit Sandsteingliederungen, 18./19. Jahrhundert | D-6-77-175-12 | weitere Bilder |
| Rathausplatz 5 (Standort)               | Wohnhaus                              | zweigeschossiger, zum Hang eingeschossiger giebelständiger Krüppelwalmdachbau, Putzmauerwerk mit Werksteinrahmungen, Hanggeschoss mit Rundbogentür bezeichnet 1607, Aufbau 18./19. Jahrhundert | D-6-77-175-13 | weitere Bilder |
| Rathausplatz 6 (Standort)               | Fassade                               | Fachwerkgiebel, 17. Jahrhundert, am Neubau wiederverwendet | D-6-77-175-17 | Fassade        |
| Rathausplatz 7 (Standort)               | Katholische Pfarrkirche Sankt Andreas | Saalbau mit Blendfassade und eingezogenem Dreiseitchor, Putzmauerwerk mit Sandsteingliederungen, barock, 1726–28, Chorflankenturm, romanisch, 2. Hälfte 12. Jahrhundert, Spitzhelm 1595; mit Ausstattung | D-6-77-175-15 | weitere Bilder |
| Rathausplatz 9 (Standort)               | Mauerrest                             | der ehemaligen nördlichen Kirchenwand mit skulptiertem Portal, Sandstein, romanisch, 2. Hälfte 12. Jahrhundert | D-6-77-175-15 | weitere Bilder |
| Rathausplatz 7, 9 (Standort)            | Kreuzschlepper                        | Inschriftsockel mit gefallenem Christus und peinigendem Henkersknecht, Sandstein und Eisen, barock, bezeichnet 1731 | D-6-77-175-15 | weitere Bilder |
| Retzbacher Straße 3 (Standort)          | Buchmühle, ehemalige Wassermühle      | zweigeschossiger Halbwalmdachbau mit Fachwerkobergeschoss, 18./19. Jahrhundert | D-6-77-175-10 | BW             |
| Scheckenberg (Weinbergslage) ()         | Bildstock                             | in Spitzbogennische Relief der Madonna mit Kind, bezeichnet 1903 nicht nachqualifiziert, im Bayerischen Denkmal-Atlas nicht kartiert | D-6-77-175-30 |                |
| Stegstraße (Standort)                   | Prozessionsaltar                      | Sockel mit rundbogigem Reliefaufsatz 'Anbetung des Allerheiligsten durch Engel', Sandstein, barock, 18. Jahrhundert, im 19. Jahrhundert ergänzt | D-6-77-175-23 | BW             |
| Thüngener Weg (Standort)                | Bildstock                             | Sockel mit ornamentiertem Pfeiler und fialenbekröntem Aufsatz mit Relief 'Hl. Familie' in Form eines Sakramentshäuschens, Sandstein, gotisierend, bezeichnet 1903 | D-6-77-175-26 | BW             |
| Wethstraße 6 (Standort)                 | Bauernhaus                            | zweigeschossiger giebelständiger Satteldachbau mit Fachwerkobergeschoss, 17./18. Jahrhundert | D-6-77-175-19 | Bauernhaus     |
| Wethstraße 22, 22 a (Standort)          | Tür                                   | rundbogige Türrahmung, Sandstein, bezeichnet 1736 | D-6-77-175-36 | BW             |
| Wethstraße 26 (Standort)                | Wohnhaus                              | freistehender eingeschossiger Satteldachbau mit Fachwerkgiebel, 18./19. Jahrhundert | D-6-77-175-20 | BW             |

## Ehemalige Baudenkmäler
| Lage                       | Objekt   | Beschreibung                                                                                           | Akten-Nr.     | Bild           |
| -------------------------- | -------- | --- | ------------- | -------------- |
| Rathausplatz 11 (Standort) | Wohnhaus | zweigeschossiger, zum Hang eingeschossiger Satteldachbau mit Fachwerkgiebel, 1. Hälfte 19. Jahrhundert | D-6-77-175-16 | weitere Bilder |